# 洛塔斯 (伊利諾伊州)
洛塔斯（英語：Lotus）是位於美國伊利諾伊州尚佩恩縣的一個非建制地區。該地的面積和人口皆未知。

## 地理
洛塔斯的座標為40°19′08″N 88°27′21″W / 40.31889°N 88.45583°W，而該地的平均海拔高度為227米（即745英尺）。